# Ville de Narrogin
La ville de Narrogin (Town of Narrogin en anglais) est une zone d'administration locale au sud-est de l'Australie-Occidentale en Australie. La ville est située à 192 kilomètres au sud-est de Perth, la capitale de l'État.
La zone a 10 conseillers locaux.